# Uttar Raypur
Uttar Raypur é uma vila no distrito de South 24 Parganas, no estado indiano de Bengala Ocidental.

## Demografia
Segundo o censo de 2001, Uttar Raypur tinha uma população de 20 382 habitantes. Os indivíduos do sexo masculino constituem 52% da população e os do sexo feminino 48%. Uttar Raypur tem uma taxa de literacia de 70%, superior à média nacional de 59,5%: a literacia no sexo masculino é de 76% e no sexo feminino é de 65%. Em Uttar Raypur, 12% da população está abaixo dos 6 anos de idade.